# Jan Turner

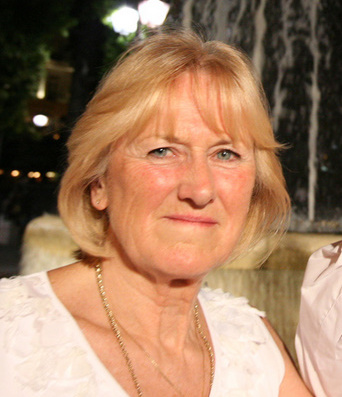
Jan Becker, geb. Turner (2007)

Jan Turner, nach Heirat Jan Becker, (* 12. November 1944) ist eine ehemalige australische Schwimmerin.

## Sportliche Karriere
Bei den Olympischen Spielen 1964 in Tokio erreichte die australische 4-mal-100-Meter-Freistilstaffel mit Robyn Thorn, Janice Murphy, Jan Turner und Lynette Bell das Finale mit der vorlaufschnellsten Zeit. Im Endlauf schwammen Thorn, Murphy, Bell und Dawn Fraser fünf Sekunden schneller als die Vorlaufstaffel und gewannen die Silbermedaille hinter der Staffel aus den Vereinigten Staaten, die alle Schwimmerinnen gegenüber dem Vorlauf ausgetauscht hatte. Gemäß den bis 1980 gültigen Regeln erhielten Schwimmerinnen, die nur im Staffelvorlauf eingesetzt wurden, keine Medaille. Jan Turner trat in Tokio auch über 100 Meter Schmetterling an, schied aber als 27. der Vorläufe aus.